# بوستان (باشت)

بوستان، شهری از توابع شهرستان باشت در استان کهگیلویه و بویراحمد ایران است.

## جمعیت
این شهر در بخش بوستان قرار دارد و براساس سرشماری مرکز آمار ایران در سال ۱۳۸۵، جمعیت آن ۱٬۰۱۹ نفر (۱۸۸خانوار) بوده‌است.